# Acartauchenius orientalis
Espèce
Acartauchenius orientalis est une espèce d'araignées aranéomorphes de la famille des Linyphiidae.

## Distribution
Cette espèce est endémique de Mongolie.

## Publication originale
- Wunderlich, 1995 : Linyphiidae aus der Mongolei (Arachnida: Araneae). Beiträge zur Araneologie, vol. 4, p. 479-529.